# Rajkot (ciutat)
Rajkot (gujarati રાજકોટ, hindi राजकोट Rājkot) és una ciutat i corporació municipal del Gujarat, quarta ciutat de l'estat i la 28a aglomeració urbana de l'Índia amb una població d'1.335.397 habitants estimada el 2008. És la capital del districte de Rajkot i està situada a la riba del Aji i del Niari a 22° 18′ N, 70° 47′ E / 22.3°N,70.78°E. Fou la capital de l'estat de Rajkot i residència de l'agent de Kathiawar. Consta al cens del 2001 amb una població de 966.642 habitants i al cens provisional del 2006 amb 1.003.015 habitants (el 1901 la població era de 36.151 habitants). La corporació municipal té 104 km². L'aeroport de Rajkot (codi IATA: RAJ, codi ICAO: VARK), a poca distància del centre, s'està desenvolupant lentament.

## Història
Thakur Saheb Vibhaji Ajoji del clan jadeja, de la casa reial de Navanagar, va fundar la ciutat vers 1612, en cooperació amb el musulmà sunnita Raju Sandhi del qual va agafar el nom. El 1720 fou ocupada pel fawjdar mogol de Junagarh, Masum Khan que la va rebatejar Masumabad; el 1722 va construir la fortalesa amb unes muralles de prop de 5 km de perimetre i una amplada de fins a 8 metres; les muralles tenien 8 portes: Kotharia Naka, Nava Naka, Raiya Naka, Bedi Naka, Bhichari Naka, Sardhar Naka i Pal no Darwajo; una altra porta reservada era la de Khadaki Naka prop del temple de Nakalank. De les muralles encara en queden les restes. El 1732 la ciutat fou recuperada pels jadeges i el nom de Rajkot restaurat. Bavaji Jadeja (1862-1890) va construir el palau de Darbargadh, el primer del principat. Els britànics van fundar el 1868 el Rajkumar College, un col·legi d'èlites a Rajkot on estudiaven els prínceps i familiars. Les portes de Bedi Naka i Raiya Naka foren modificades en el període britànic; l'enginyer Sir Robert Bell Booth, a més de renovar les portes, va construir tres torres amb rellotge el 1892.
Bavaji fou succeït pel seu fill Lakhaji II Jadeja, el governant jadeja més destacat que va construir els llacs de Lalpari i Randarda. El seu fill, Dharmendrasinhji Jadeja, va morir mentre caçava un lleó al bosc de Gir l'11 de juny de 1940, i el va succeir el seu germà Pradumansimhji Jadeja que va accedir a l'Índia el 15 de febrer de 1948. El pare de Gandhi fou diwan del thakur de Rajkot i va passar uns anys a l'estat. Va esdevenir capital de l'estat de Saurashtra del 15 d'abril de 1948 al 31 d'octubre de 1956; de l'1 de novembre del 1956 a 1 de maig de 1960 fou part de l'estat de Bombai i en la darrera data va quedar dins el nou estat de Gujarat.

## Administració
Es reuneixen a la ciutat diversos nivells de govern: la divisió de Saurashtra, el col·lectorat del districte (Jilla Seva Sadam), taluka, àrea urbana (Rajkot Urban Development Authority) i corporació municipal (Rajkot Municipal Corporation). Aquesta darrera és l'administració pròpia de la ciutat.

## Agermanaments
| - Leicester, Anglaterra (20 de desembre de 1996) |